# لعازر سالي
لعازر سالي (بالإنجليزية: Lazarus Salii) (و. 1936 – 1988 م) هو سياسي، ودبلوماسي بالاوي، ولد في ولاية أنغاور، توفي عن عمر يناهز 52 عاماً، بسبب إصابة بعيار ناري.
تم انتخاب سالي في مجلس شيوخ الكونجرس الميكرونيزي. شارك في مؤتمر بالاو الدستوري لعام 1978. بعد أن دخل الدستور حيز التنفيذ عام 1981، أصبح سفيراً. كسفير، مُنح صلاحيات واسعة للتفاوض مع السفير الأمريكي. وكان سفيراً حتى عام 1984، عندما أصبح سيناتوراً، ممثلاً كورور في مؤتمر بالاو الوطني.
عندما اغتيل الرئيس Haruo Remeliik في 30 يونيو 1985، تم انتخاب سالي في أغسطس لإنهاء فترة ولايته (على الرغم من أن توماس ريمنجساو ثم ألفونسو أويتيرونج خدموا في الفترة الانتقالية). بعد انتحاره بطلق ناري في عام 1988، خلفه نائب الرئيس ريمنجساو كرئيس لما تبقى من فترة ولايته، تلاه نجيراتكيل إتبيسون كرئيس خامس.

## مناصب
- رئيس بالاو (25 أكتوبر 1985 – 20 أغسطس 1988).
- سيناتور عن كورور في مؤتمر بالاو الوطني (1984-1985)
- سفير (1981-1984)
- مندوب في مؤتمر بالاو الدستوري (1978)